# Oospila peralta
Oospila peralta är en fjärilsart som beskrevs av William Schaus 1912. Oospila peralta ingår i släktet Oospila och familjen mätare. Inga underarter finns listade i Catalogue of Life.